# 2023年宁夏银川烧烤店爆炸事故
2023年宁夏银川富洋烧烤店燃气爆炸事故，国务院命名为宁夏银川富洋烧烤店“6·21”特别重大燃气爆炸事故，是2023年6月21日晚间8时40分，在宁夏回族自治区银川市兴庆区民族南街富洋烧烤店发生的特别重大燃气爆炸事故，具体原因为烧烤操作间液化气罐泄漏引发烧烤店爆炸。事故造成31人死亡、7人受伤，另相关负责人财产已冻结，银川市区其余烧烤店铺亦停业休顿，而后银川市相关部门进行餐饮检查，并对使用天然气的住宅楼进行漏气检查，餐饮店铺被强制要求使用消防窗等相关设施。

## 事故情况
据现场群众介绍，烧烤店一楼的煤气罐先发生爆炸，又把二楼的天然气管道引爆，并将楼层之间的楼梯炸毁。
官方初步推断为烧烤店操作间液化石油气（液化气罐）泄漏引发爆炸。根据公安、消防部门的询问笔录，拨打119电话报警的店员表示，有工作人员在爆炸前一小时左右闻到有煤气泄漏，发现液化气罐阀门损坏，后厨烧烤主管遂去买阀门，回来后在更换阀门过程中发生了爆炸。事后官方的调查结果印证了上述说法。

## 救援
事发后，当地消防救援队伍派出20车102人赶赴现场。21日晚间9时20分许，现场明火扑灭，救援人员在现场进行多轮搜救。截至22日凌晨2时，救援现场搜救出38人，并送往医院紧急抢救。被搜救者中，31人经抢救无效死亡；另有7人受伤，其中1人危重、2人中度烧伤、2人轻症、2人玻璃划伤。根据22日新闻发布会的消息，7名伤者中，1人因伤势较轻，先期自行离开事故现场并就诊于银川市第一人民医院，于21日晚规范处理后离院；其余6名伤者目前生命体征均平稳。
22日上午3时01分，火场清理完毕，未再发现其他被困人员；4时16分，现场救援行动结束。

## 调查
6月22日，中华人民共和国应急管理部副部长宋元明带领由应急管理部、住房和城乡建设部、国家市场监管总局组成的联合工作组赶赴现场指导事故救援处置工作，国家应急医学研究中心、应急总医院派出4名专家随同联合工作组开展应急医学救援工作。包括店長、股東及工作人員的9人被控制，相關資產被凍結。燒烤店附近2座住宅樓宇、4個單元64戶居民全部被臨時安置在周邊酒店。
6月24日晚，银川市公安局兴庆区分局发布警情通报称，烧烤店总店长海某（已死亡）、工作人员李某翔（已死亡）违反有关安全管理规定，擅自更换与液化气罐相连接的减压阀，导致液化气罐中液化气快速泄漏，引发爆炸；该店法定代表人马某林，实际控股人张某显、刘某，店长索某富，因涉嫌重大责任事故罪被刑事拘留，案件正在进一步侦办中。
6月25日，国务院决定成立事故调查组，由应急管理部牵头，公安部、住房城乡建设部、商务部、国家市场监管总局、中华全国总工会、国家消防救援局、宁夏回族自治区人民政府等相关方面参加，对事故进行调查。
2024年1月27日，爆炸事故调查报告公布。事故调查组认定，事故直接原因是液化石油气配送企业违规向烧烤店配送有气相阀和液相阀的“双嘴瓶”，店员误将气相阀调压器接到液相阀上，使用发现异常后擅自拆卸安装调压器造成液化石油气泄漏，处置时又误将阀门反向开大，导致大量泄漏喷出，与空气混合达到爆炸极限，遇厨房内明火发生爆炸进而起火。由于没有组织疏散、唯一楼梯通道被炸毁的隔墙严重堵塞、二楼临街窗户被封堵并被锚固焊接的钢制广告牌完全阻挡，严重影响人员逃生，导致伤亡扩大。同时，事故调查组认为地方党委政府及其有关部门履职不到位、燃气安全失管失控，造成了此次生产安全责任事故。

## 各方反应
中共中央總書記習近平闻讯后要求全力救治傷患，盡快查明事故原因，依法追究責任。国务院总理李强做出批示。
中共宁夏自治区党委书记梁言顺、自治区政府主席张雨浦在事故发生后立即赶赴现场指导救援工作，并到医院看望伤员。随后，梁言顺主持召开自治区党委常委会议，张雨浦主持召开自治区安委会会议，听取现场救援清理等情况汇报，并部署事故善后处置及全区安全隐患排查整治工作。
在22日晚间举行的新闻发布会上，银川市长陶少华就事故向公众鞠躬道歉，全体与会人员默哀一分钟。
据国家金融监督管理总局消息，伤亡人员名单中共有22人在13家保险机构投保了意外伤害、意外伤害医疗、住院医疗、身故等保险，事故所涉烧烤店还投保了相关财产保险。预估保险赔付金额超过人民币1,400万元。
29日，国务院召开常务会议指出此次事故人员伤亡多，社会影响大，教训极为深刻。要深入贯彻落实习近平关于安全生产的重要指示批示精神，进一步强化安全生产重大风险和事故隐患排查整治，以“时时放心不下”的责任感，抓实抓细工作落实，有效防范重特大生产安全事故发生，切实保障人民群众生命财产安全。

## 后续
事故发生后，宁夏回族自治区公安机关对涉嫌违法犯罪的15名涉案人员立案侦查，其中富洋烧烤店实际控制人张洪显、宁夏龙江清洁能源有限公司法定代表人张晓东、宁夏铂澜能源有限公司法定代表人马金礼和宁夏国华检测技术有限公司法定代表人周志国等15人涉嫌重大责任事故罪，被公安机关立案侦查，其中11人已被检察机关批准逮捕。宁夏回族自治区纪检监察机关、中央纪委国家监委驻应急管理部纪检监察组等按照干部管理权限，对事故中涉嫌违纪违法的66名公职人员进行追责问责；宁夏回族自治区党委常委、自治区政府党组副书记、副主席陈春平，自治区党委常委、银川市委书记赵旭辉分别被处以党内警告处分和党内严重警告处分。
2024年1月20日播出的央视《开讲啦》节目中，国家安全生产应急救援中心一级巡视员雷长群在节目中披露了事故细节。他说，当时事故调查救援评估组在一个环境相近的烧烤店，组织与遇难人员年龄相仿的人，进行了一次模拟疏散演练，全部人员疏散时间仅需48秒。他强调，如果烧烤店的经理和服务员在发现液化石油气喷出后及时关闭和疏散，可以最大限度地减少人员的伤亡。
2025年5月30日上午，银川市兴庆区人民法院对该事故涉刑事案件一审公开宣判，对上文提及的15名被告人，以重大责任事故罪或提供虚假证明文件罪分别判处六年至一年不等有期徒刑，禁止其中3名被告人一定期限内从事相关职业，并对其中3名罪责较轻、符合法定条件的一线员工依法适用缓刑。宣判后，被告人当庭表示认罪服判、不上诉。